# بانک سوسک

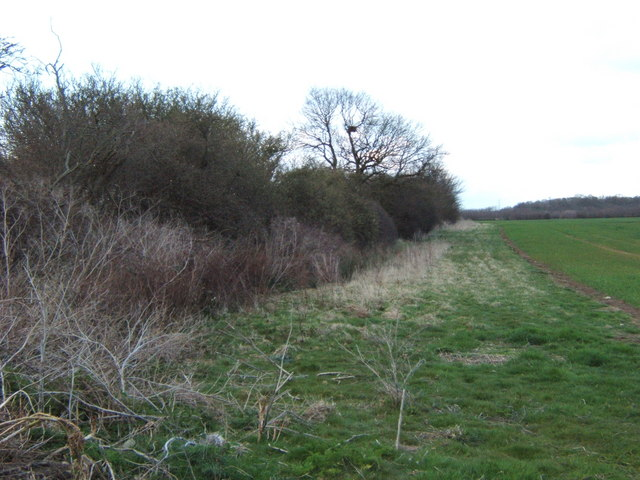
نواری در اطراف مزرعه‌ای که از آیش رها شده تا به عنوان بانک سوسک عمل کند

بانک سوسک (به انگلیسی: Beetle bank)، در کشاورزی و باغداری، نوعی کنترل بیولوژیک آفات است. این نواری است که ترجیحاً پرورش‌یافته و با علف‌ها (علف‌های دسته‌ای) و/یا گیاهان چندساله در یک مزرعه یا باغ کاشته می‌شود که حشرات مفید، پرندگان و دیگر جانوران را که آفات را شکار می‌کنند، پرورش داده و فراهم می‌کند.